# Маунт Ајви (Њујорк)
Маунт Ајви (енгл. Mount Ivy) насељено је место без административног статуса у америчкој савезној држави Њујорк.

## Демографија
По попису из 2010. године број становника је 6.878, што је 342 (5,2%) становника више него 2000. године.
| Група             | 2000.         | 2010.         |
| Белци             | 4.663 (71,3%) | 3.701 (53,8%) |
| Афроамериканци    | 554 (8,5%)    | 1.097 (15,9%) |
| Азијати           | 287 (4,4%)    | 411 (6,0%)    |
| Хиспаноамериканци | 883 (13,5%)   | 1.668 (24,3%) |
| Укупно            | 6.536         | 6.878         |